# Marcha de la diversidad de Guadalajara
La Marcha de la Diversidad es una manifestación que celebra a la diversidad en general y que busca la igualdad de derechos para los gays, lesbianas, bisexuales y transgénero, es llevada a cabo en la ciudad de Guadalajara, México.
La marcha nació en 1982, después de años de lucha por llevarla a cabo y después de varios movimientos contra la homofobia en la ciudad de Guadalajara, esta ciudad fue la primera ciudad en el país después de la Ciudad de México en el que los movimientos abiertamente gays brotaran así también como manifestaciones y marchas, exigiendo igualdad de derechos para la comunidad LGBT.
Mientras que las primeras manifestaciones y organizaciones gay en Guadalajara se fueron consolidando fuertemente en la década de los 80 fuertemente hostigadas por el entonces gobierno ultra conservador, en la actualidad el evento de la marcha de la diversidad goza de una organización respetable y cada año una mejor difusión y calidad.
El marcha del orgullo de Guadalajara, es actualmente una de las manifestaciones que más ediciones lleva en América Latina junto a ciudades como São Paulo, Buenos Aires o Ciudad de México. 
Este evento se celebra usualmente la segunda semana de cada mes de junio.

## Historia

### Antecedentes
En México la primera movilización abiertamente gay fue en 1978 cuando un contingente homosexual solidario participó en la marcha conmemorativa por el décimo aniversario de la represión gubernamental del 2 de octubre, la primera marcha del orgullo homosexual, se realizó en la Ciudad de México en 1979, organizada por el Frente Homosexual de Acción Revolucionaria, el Grupo Autónomo de Lesbianas Oikabeth, y el Grupo Lambda de Liberación Homosexual.
Inspirado en los movimientos capitalinos y obligado por las constantes represiones del gobierno estatal contra los homosexuales tapatíos, Pedro Preciado decide crear el Grupo de Orgullo Homosexual de Liberación GOHL en 1981, que funcionaba discretamente para fomentar la lucha por el cese a la represión.

### Candidatura Política

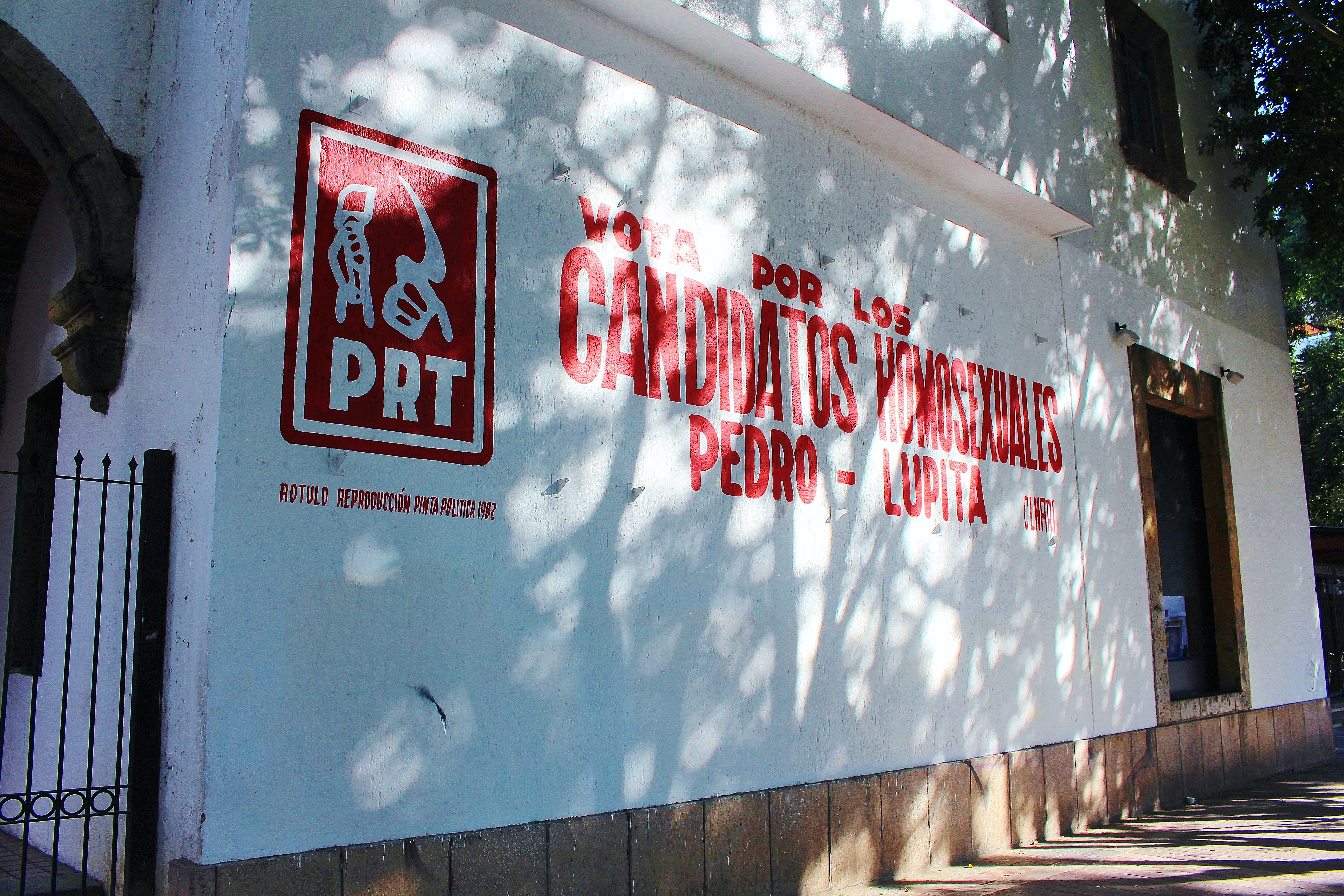
Reproducción de la pinta en favor de los candidatos homosexuales Pedro y Lupita.

En 1982 el Partido de la Revolución de los Trabajadores (PRT) postuló a la presidencia a Rosario Ibarra de Piedra quien en la Ciudad de México se había pronunciado en favor del Movimiento de Liberación Homosexual. En respuesta, los grupos pertenecientes al movimiento, crearon el Comité de Lesbianas y Homosexuales en Apoyo a Rosario Ibarra (CLHARI). Por ese motivo el PRT postuló en Guadalajara a Pedro Preciado como titular y a Guadalupe García como suplente a diputados federales del distrito XIII.
La candidatura fue una forma de visibilizar la desigualdad de la comunidad LGBT dentro del espacio público, de ahí que fuera un evento histórico ver las pintas de la candidatura por todos los muros de la ciudad de Guadalajara bajo el lema "PRT. Vota por los candidatos homosexuales Pedro-Lupita", cosa nunca antes vista en todo el país.
Hubo manifestaciones de apoyo a los cadidatos que pudieron considerarse las primeras manifestaciones públicas de la comunidad LGBT en Jalisco; un antecedente de la marcha. Pero todo cambió días después. A pesar de tener fuero, Preciado junto con otros cinco hombres, fue detenido por "tener aspecto femenino" en un café de avenida Juárez ese año

### La primera marcha
Tras ser liberado, Pedro convocó a una manifestación pública de lesbianas y homosexuales en Guadalajara. El acto tuvo lugar el 8 de mayo de 1982 donde 120 personas marcharon de la Plaza de las Sombrillas (Actualmente Plaza Universidad) hasta el Parque de la Revolución.
Entre las consignas se pudo leer: "Alto a las redadas, a la violencia social, a la extorsión policiaca", "Lesbianas y homosexuales estamos en todas partes", "Lesbianas y homosexuales ni enfermos ni criminales", "Alto a la persecución policiaca", "El parque revolución es nuestro, lo vamos a recuperar", "Orgullo lésbico" y "Lesbiana únete".
Apenas dos meses después, volvieron a salir a las calles para celebrar la marcha del orgullo que coincidía con Stonewall y la marcha de la Ciudad de México. Aquellas manifestaciones serían el inicio de la marcha del orgullo de Guadalajara que había nacido, a diferencia de otras ciudades mexicanas, como un movimiento político.

### Consolidación
Pese a no obtener la diputación, los actos de 1982, permitieron a Pedro Preciado, establecer formalmente al GOHL en 1983. El grupo funcionó como un centro de construcción comunitaria que además de negociar con las autoridades políticas; recibía y atendía a las personas que eran corridas de su casa "por maricones".
En 1983 nace en Guadalajara el grupo Orgullo Homosexual (GOHL) encabezado por Pedro Preciado un activista tapatío quién decide crear dicho grupo tras las detenciones arbitrarias y discriminatorias, acciones ilegales y acoso a los homosexuales por parte de la policía metropolitana durante el gobierno de Flavio Romero de Velasco el cual se caracterizó por la represión hacia la comunidad gay en la década de los 80.
La primera movilización que el GOHL organizó fue ese mismo año en verano de 1983 en protesta por el ambiente de hostilidad y represión que violaba las garantías y derechos civiles de miles de homosexuales en la ciudad, tanto este como el resto de los movimientos y manifestaciones que el grupo intentó organizar fueron frenadas por el gobierno de Romero de Velasco y sucesivamente por casi quince años más las manifestaciones públicas en pro de grupos homosexuales fueron reprimidas por parte del gobierno, no obstante algunas jornadas culturales se llevaron a cabo durante estos años.

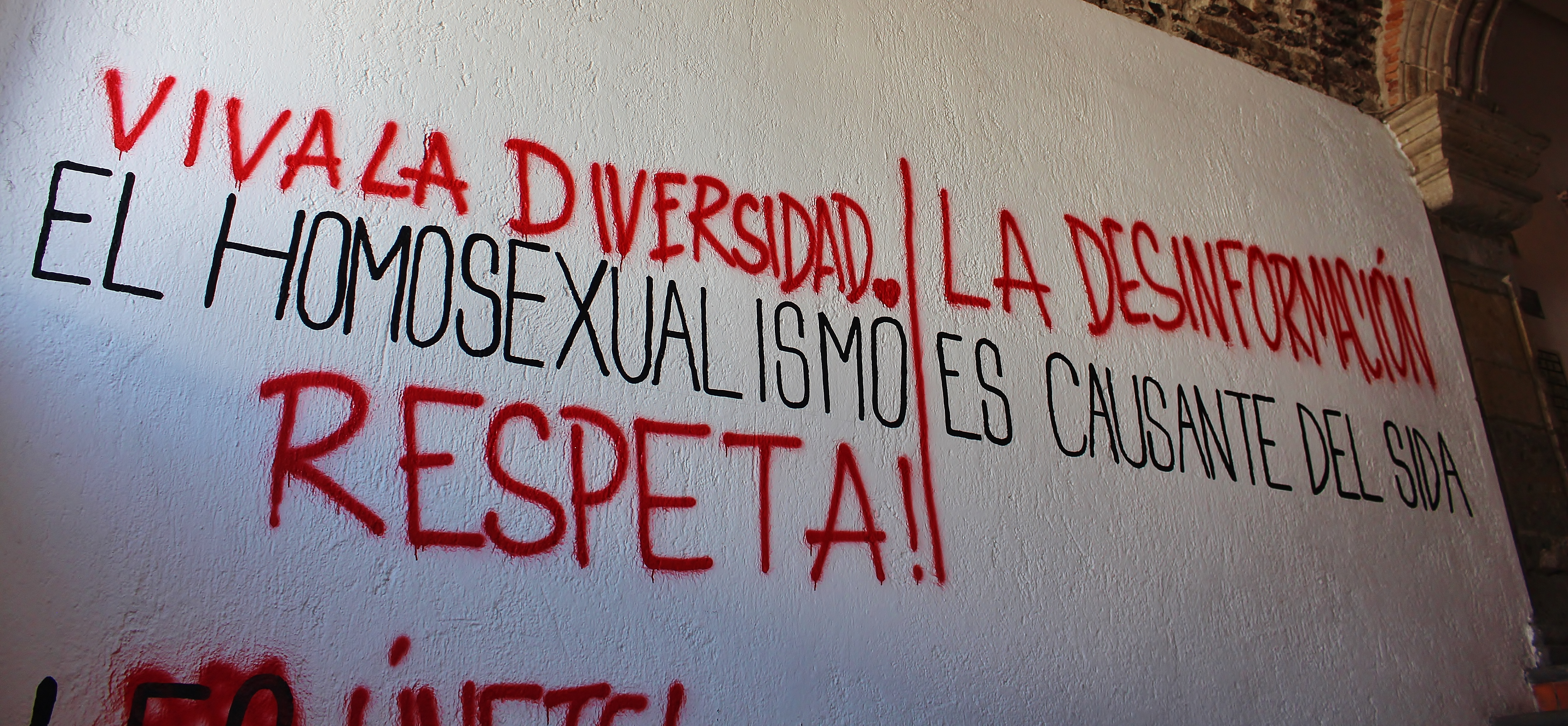
Reproducción de las pintas homofóbicas intervenidas por colectivos LGBT en 1991.

### Legado
En 1986 permitió la creación del Grupo Lésbico Patlatonalli, que tuvo como primera actividad un ciclo de cine lésbico del 15 al 17 de mayo de 1986 dentro de la nevería El Polo Norte de Parque Revolución. 
Años después en 1991 la Asociación Internacional de Gays y Lesbianas por sus siglas en inglés (ILGA) la cual es una asociación mundial LGBT que trabaja conjuntamente con la ONU y la Unión Europea promoviendo los derechos de los homosexuales, bisexuales y transgénero en el mundo y que año con año lleva a cabo eventos en las principales capitales mundiales, propuso a la ciudad de Guadalajara como sede para realizar el congreso internacional de lesbianas y gays, el cual fue truncado por la fuerte oposición de los grupos en el poder en ese entonces encabezado por el gobierno Estatal y los cuatro municipios de la zona metropolitana gobernados por el PRI así como la iglesia conservadora en manos del Arzobispo Juan Jesús Posadas Ocampo.
En el 2000 la marcha cobró fuerza y la organización a cargo de activistas con experiencia en movimientos y manifestaciones, organizaron la edición llamada "La mecha no se apagó, todavía humea" con la que a pesar de los todavía políticos conservadores en la ciudad fue realizada con éxito y rompiendo récord de asistencia, así como también logrando captar la atención de todos los medios de comunicación en la ciudad convirtiéndose en primera plana y difundiendo la marcha hasta la actual edición.

### Marcha Lésbica
Desde 2011 el Colectivo Lésbico Universitario COLEUN de la Universidad de Guadalajara, organiza la Marcha Lésbica, debido a la invisibilización que ha sufrido el grupo dentro del movimiento de orgullo. En 2013, cambió de nombre a Colectivo Lésbico Tapatío que desde entonces se encarga de la planeación. Cada año ha tenido un lema diferente:
- 2011: Por la visibilidad lésbica
- 2012: Si tengo que ocultar que soy lesbiana, eso es violencia
- 2013: Lesbianas = Libertad y Rebeldía
- 2014: Marcho, lucho y me escucho
- 2015: Alerta: Lesbianas y bisexuales. Sin miedo resistiendo
- 2016: Poder VulviAno a las calles
- 2017: SororaLES
- 2018: Alesbiánate
- 2019: La tierra jamás fue tan lesbiana
- 2021: #LessHistóricas

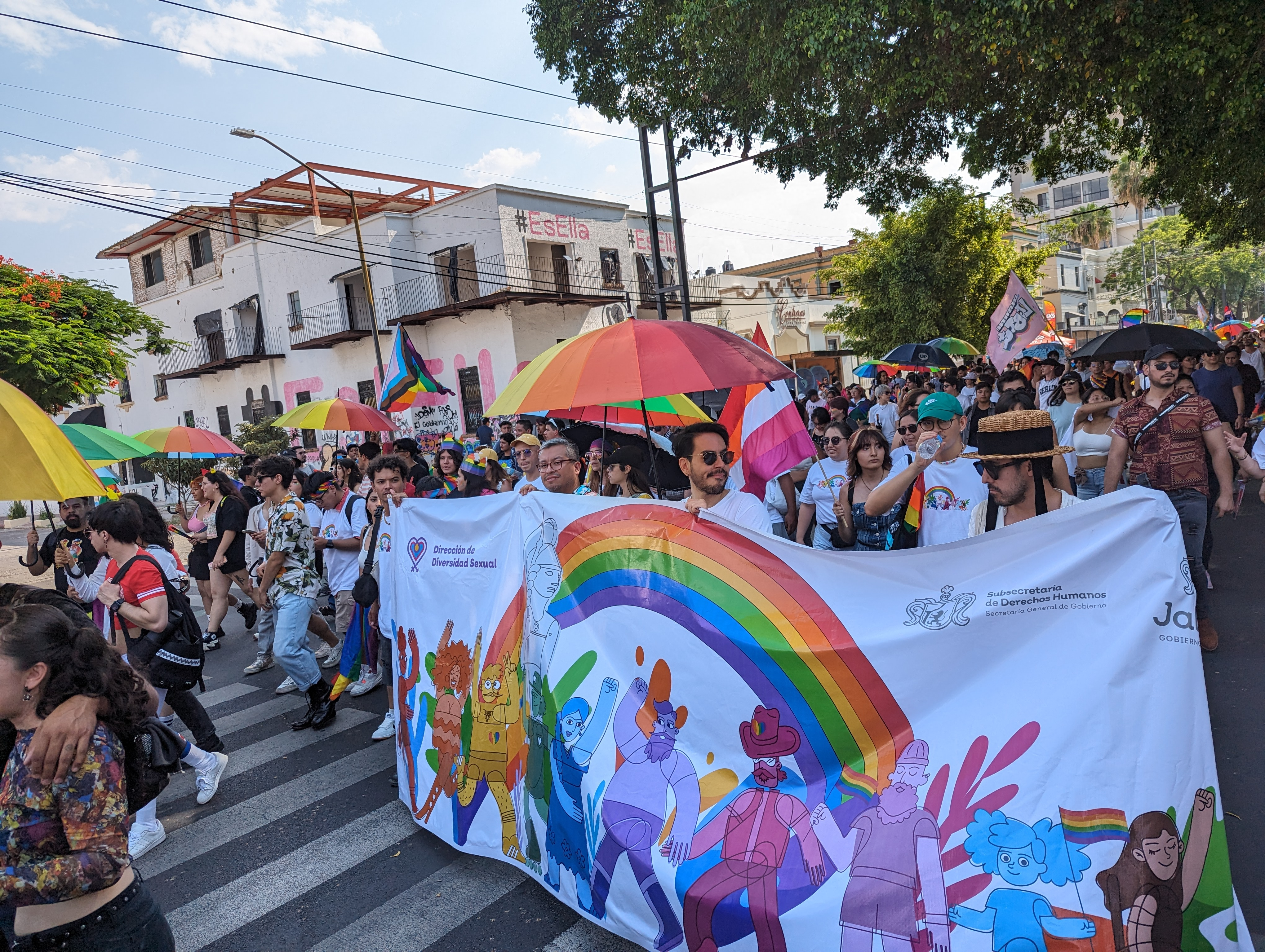
Participantes de la edición de 2024 de la marcha de la diversidad.

En el año 2021 se planeó para el 12 de junio, tomando todas las medidas de seguridad pertinentes por la pandemia en conjunto con las familias de las personas desaparecidas.